# UCLA School of the Arts and Architecture

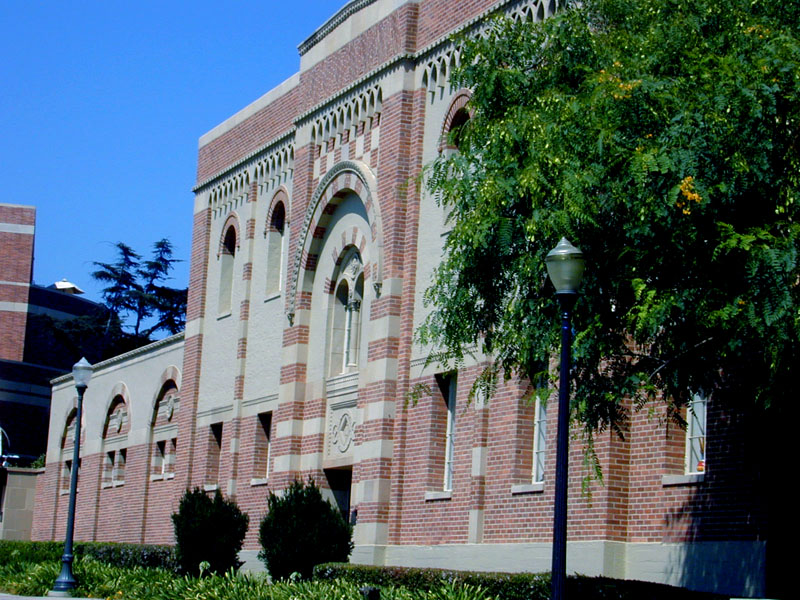
Glorya Kaufman Hall på UCLA School of Arts and Architecture

UCLA School of the Arts and Architecture, ofta kallad UCLA Arts, är en skola inom University of California, Los Angeles (UCLA). Skolan lär bland annat ut arkitektur, konst, musik och design.